# Cracksman
Cracksman (2014-) est un cheval de course pur sang anglais qui participe aux courses hippiques de plat. Né en Angleterre le 9 avril 2014, appartenant à son éleveur Anthony Oppenheimer, il est entraîné par John Gosden et monté par Lanfranco Dettori.

## Carrière de courses
Élevé par son propriétaire dans son haras Hascombe & Valiants Stud, Cracksman fait des débuts victorieux à 2 ans dans un maiden à Newmarket, monté par Robert Havlin, deuxième jockey de l'écurie Gosden, le premier jockey, Lanfranco Dettori, étant retenu sur le dos d'un certain Stradivarius qui finit quatrième ce jour-là, avant de devenir le meilleur stayer de sa génération. Dettori retrouve le poulain l'année suivante, alors que la saison est déjà bien avancée : Cracksman fait sa rentrée à Epsom dans une Listed, le Derby Trial qui, comme son nom l'indique, prépare au Derby d'Epsom. Le poulain, dont la réputation ne cesse de grandir, y laisse une impression mitigée, puisque, après un mauvais départ, il l'emporte mais de justesse, d'une courte tête face au dénommé Permian. Or ce même Permian allait quinze jours plus tard s'imposer dans les Dante Stakes, l'une des préparatoires les plus relevées au Derby. Voilà qui rehaussait nettement la performance de Cracksman, qui se présenta au départ du Derby, en juin, dans la peau du favori. Mais, encore un peu vert, il dut se contenter du deuxième accessit derrière deux poulains de Coolmore plus aguerris, Wings of Eagle et Cliffs of Moher. Cracksman doit encore progresser. 
Et il progresse : dans l'Irish Derby, il échoue certes d'une encolure face à un autre poulains Coolmore, Capri, mais cette fois le Derby-winner Wings of Eagle termine derrière lui, à la troisième place. Et son écrasante victoire au cours de l'été dans les Great Voltigeur Stakes, un groupe 2 disputé à York, où il relègue à 6 longueurs Venice Beach, qui venait de terminer troisième du Grand Prix de Paris, le confirme. Le fils de Frankel a trouvé son style, et le moyen d'utiliser au mieux sa formidable puissance. Aussi, quand il débarque à Paris pour balayer ses adversaires dans le Prix Niel, la route vers le Prix de l'Arc de Triomphe semble toute tracée pour le 3 ans le plus impressionnant d'Europe. Mais, douche froide, son propriétaire annonce qu'il préfère préserver son champion en vue de l'Arc 2018. Cracksman, imitant le crack français Almanzor, qui avait suivi le même chemin l'année précédente, reste donc au chaud à Newmarket pour préparer les Champion Stakes, tandis que sa compagne d'écurie Enable se couvre de gloire dans l'Arc. Sa victoire dans les Champion Stakes sera le sommet de sa carrière : dans un style dévastateur, il relègue à quelque sept longueurs son dauphin Poet's Word, en passe de devenir l'un des meilleurs chevaux d'âge d'Europe, et le globe-trotter Highland Reel. Cette performance éblouissante lui vaut d'être sacré 3 ans européen de l'année, le troisième rating mondial de la FIAH (à égalité avec l'Américain Gun Runner, derrière l'Américain Arrogate et l'Australienne Winx, mais devant Enable) et un rating Timeform exceptionnel de 136, qui fait de lui le meilleur cheval du monde, à égalité avec le sprinter Battaash, mais devant Winx, Arrogate, Gun Runner et Enable, laquelle se consolent de ces ratings en étant sacrée cheval de l'année eu Europe.     
Cracksman commence son année de 4 ans sur les chapeaux de roue, par une nouvelle démonstration, dans le Prix Ganay, remporté de 4 longueurs. La saison s'annonce bien, avec l'Arc en point de mire. Mais la sortie suivante du cheval sonne comme un premier avertissement. Certes, Cracksman remporte ce jour-là dans la Coronation Cup, la septième victoire de sa carrière, la cinquième consécutive. Mais la manière n'y est pas. Le lot n'est pas exceptionnel et le partenaire de Frankie Dettori doit s'employer pour arracher la victoire d'une encolure aux dépens du brave Salouen, un bon cheval certes, mais qu'un Cracksman des bons jours aurait écrasé. John Gosden révèlera plus tard que son protégé s'était cogné dans sa stalle de départ, et a donc couru en étant quelque peu étourdi. Il doit donc rassurer lors de sa prochaine sortie, trois semaines, plus tard, dans les Prince of Wales's Stakes, mais c'est le contraire qui arrive : il mord la poussière, sans action ni réaction face à l'accélération de Poet's Word. Le champion a une circonstance atténuante  le terrain est trop léger pour ses aptitudes, mais ceci ne peut expliquer complètement qu'il soit battu par un cheval de fait au sommet de sa forme (il remportera les King George un mois plus tard), mais qu'il avait relégué à sept longueurs huit mois plus tôt. Dès lors, sa participation aux King George est annulée, comme celle aux International Stakes, puisque le soleil brille et que le terrain est annoncé léger. Quant à l'Arc de Triomphe, il devient évident qu'il n'y prendra part qu'au seul cas où le terrain serait bien souple. Mais l'été sans fin qui règne sur la France laisse peu d'espoir de voir enfin Cracksman affronter Enable, et quelques jours avant la grande épreuve, son nom disparait de la liste des engagés. En lieu et place d'une rencontre avec sa rivale à distance, qui réalise le doublé dans l'Arc, Cracksman se présente tente quant à lui le doublé dans les Champion Stakes, dans ce qui sera sa dernière apparition en compétition. Il s'y présente muni d’œillères, car le cheval, depuis quelque temps, s'intéresse moins à son travail, fait parler sa nature d'étalon et perd de l'influx dans le voisinage émoustillant des pouliches - ce qui peut expliquer aussi ses performances en demi-teinte. Mais il est tout à son travail pour ses adieux publics ; mieux, on retrouve le grand Cracksman, ce rouleau-compresseur qui cloue sur place ses rivaux - lesquels, terminant à six longueurs, ont pour nom Crystal Ocean et autres Capri, une vieille connaissance. Cette performance lui vaut de terminer, à égalité avec Winx, en tête du bilan mondial de l'année selon la FIAH, avec un rating de 130, identique à celui de 2017. Ainsi prend fin la carrière de cet authentique surdoué, avec le regret de ne pas l'avoir vu se produire dans l'Arc, où un affrontement avec l'autre phénomène de sa génération, Enable, aurait probablement marqué l'histoire des courses.      

### Résumé de carrière
| Date         | Hippodrome  | Pays        | Course                   | Statut      | Distance    | Jockey      | Place       | Écart       | Vainqueur ou deuxième | Temps       |
| 2016, 2 ans  | 2016, 2 ans | 2016, 2 ans | 2016, 2 ans              | 2016, 2 ans | 2016, 2 ans | 2016, 2 ans | 2016, 2 ans | 2016, 2 ans | 2016, 2 ans           | 2016, 2 ans |
| ------------ | ----------- | ----------- | ------------------------ | ----------- | ----------- | ----------- | ----------- | ----------- | --------------------- | ----------- |
| 19 octobre   | Newmarket   | Royaume-Uni | Maiden                   |             | 1 600 m     | R. Havlin   | 1er / 10    | 1 ¼         | Wild Tempest          | 1'37"68     |
| 2017, 3 ans  |             |             |                          |             |             |             |             |             |                       |             |
| 26 avril     | Epsom       | Royaume-Uni | Derby Trial              | Conditions  | 2 000 m     | L. Dettori  | 1er / 8     | cte tête    | Permian               | 2'10"73     |
| 3 juin       | Epsom       | Royaume-Uni | Derby                    | Gr. 1       | 2 400 m     | L. Dettori  | 3e / 18     | 1           | Wings of Eagles       | 2'33"02     |
| 1er juillet  | Curragh     | Irlande     | Irish Derby              | Gr. 1       | 2 400 m     | P. Smullen  | 2e / 9      | enc.        | Capri                 | 2'35"45     |
| 23 août      | York        | Royaume-Uni | Great Voltigeur Stakes   | Gr. 2       | 2 400 m     | L. Dettori  | 1er / 6     | 6           | Venice Beach          | 2'34"65     |
| 10 septembre | Chantilly   | France      | Prix Niel                | Gr. 2       | 2 400 m     | L. Dettori  | 1er / 5     | 4 ½         | Avilius               | 2'37"78     |
| 21 octobre   | Ascot       | Royaume-Uni | Champion Stakes          | Gr. 1       | 2 000 m     | L. Dettori  | 1er / 10    | 7           | Poet's Word           | 2'11"75     |
| 2018, 4 ans  |             |             |                          |             |             |             |             |             |                       |             |
| 29 avril     | Longchamp   | France      | Prix Ganay               | Gr. 1       | 2 100 m     | L. Dettori  | 1er / 7     | 4           | Wren's Day            | 2'09"44     |
| 1er juin     | Epsom       | Royaume-Uni | Coronation Cup           | Gr. 1       | 2 400 m     | L. Dettori  | 1er / 6     | tête        | Salouen               | 2'38"49     |
| 20 juin      | Ascot       | Royaume-Uni | Prince of Wales's Stakes | Gr. 1       | 2 000 m     | L. Dettori  | 2e / 7      | 2 ¼         | Poet's Word           | 2'03"51     |
| 21 octobre   | Ascot       | Royaume-Uni | Champion Stakes          | Gr. 1       | 2 000 m     | L. Dettori  | 1er / 8     | 6           | Crystal Ocean         | 2'08"79     |

## Au haras
Cracksman entame sa première année de monte au haras de Dalham Stud, à Newmarket, au tarif de £ 25 000. Il est le père du crack Ace Impact, cheval de l'année en Europe en 2023, année où il s'adjuge le Prix du Jockey Club et le Prix de l'Arc de Triomphe, et qui lui offre le titre de tête de liste des étalons en France.

## Origines
Cracksman ressort de la première production, forcément très attendue, du phénomène Frankel, l'un des meilleurs chevaux de l'histoire des courses.   
Sa mère, Rhadegunda, fut une compétitrice honorable, lauréate au niveau Listed, qui outre Cracksman a donné Fantastic Moon (Dalakhani), vainqueur des Solario Stakes, un groupe 3 pour les 2 ans. Il s'agit de la même souche maternelle que l'autre joyau de Hascombe & Valiants Stud, Golden Horn, lauréat de l'Arc en 2015, ainsi que du Derby, des Irish Champion Stakes et des Eclipse Stakes. Cracksman et lui ont en effet pour quatrième mère la matronne Lora, d'où descendent en ligne directe On The House (1000 Guinées, Sussex Stakes) ou Rebecca Sharp, lauréate des Coronation Stakes et deuxième des Queen Elizabeth II Stakes. Il s'agit aussi, via la jument-base Courtessa, de la fameuse famille 9-c, celle de l'incontournable Mumtaz Mahal, d'où descendent une multitude de champions (Nasrullah, Abernant, Migoli, Petite Étoile, Shergar, Habibti, Zarkava, Golden Horn, Verry Elleegant, Alpinista, etc.)

### Pedigree
| Origines de Cracksman (GB), mâle bai né en 2014 | Origines de Cracksman (GB), mâle bai né en 2014 | Origines de Cracksman (GB), mâle bai né en 2014 | Origines de Cracksman (GB), mâle bai né en 2014 |
| ----------------------------------------------- | ----------------------------------------------- | ----------------------------------------------- | ----------------------------------------------- |
| Père Frankel 2008                               | Galileo 1998                                    | Sadler's Wells                                  | Northern Dancer                                 |
| Père Frankel 2008                               | Galileo 1998                                    | Sadler's Wells                                  | Fairy Bridge                                    |
| Père Frankel 2008                               | Galileo 1998                                    | Urban Sea                                       | Miswaki                                         |
| Père Frankel 2008                               | Galileo 1998                                    | Urban Sea                                       | Allegretta                                      |
| Père Frankel 2008                               | Kind 2001                                       | Danehill                                        | Danzig                                          |
| Père Frankel 2008                               | Kind 2001                                       | Danehill                                        | Razyana                                         |
| Père Frankel 2008                               | Kind 2001                                       | Rainbow Lake                                    | Rainbow Quest                                   |
| Père Frankel 2008                               | Kind 2001                                       | Rainbow Lake                                    | Rockfest                                        |
| Mère Rhadegunda 2004                            | Pivotal 1993                                    | Polar Falcon                                    | Nureyev                                         |
| Mère Rhadegunda 2004                            | Pivotal 1993                                    | Polar Falcon                                    | Marie d'Argonne                                 |
| Mère Rhadegunda 2004                            | Pivotal 1993                                    | Fearless Revival                                | Cozzene                                         |
| Mère Rhadegunda 2004                            | Pivotal 1993                                    | Fearless Revival                                | Stufida                                         |
| Mère Rhadegunda 2004                            | St Radegund 1994                                | Green Desert                                    | Danzig                                          |
| Mère Rhadegunda 2004                            | St Radegund 1994                                | Green Desert                                    | Foreign Courier                                 |
| Mère Rhadegunda 2004                            | St Radegund 1994                                | On the House                                    | Be My Guest                                     |
| Mère Rhadegunda 2004                            | St Radegund 1994                                | On the House                                    | Lora (famille 9-c)                              |